# Neostauropus talboti
Neostauropus talboti är en fjärilsart som beskrevs av M.Gaede 1930. Neostauropus talboti ingår i släktet Neostauropus och familjen tandspinnare. Inga underarter finns listade i Catalogue of Life.